# ビルジャイ条約
ビルジャイ条約（ビルジャイじょうやく、リトアニア語: Biržų sutartis）、またはビルジェンスキー条約（ロシア語: Бирженский трактат）は、大北方戦争中の1701年3月9日（ユリウス暦2月26日）、ビルジャイにおいてロシア・ツァーリ国のピョートル1世とポーランド王兼ザクセン選帝侯アウグスト2世の間で締結された条約。
この条約はロシアのナルヴァの戦いでの大敗の後、およびアウグスト2世の単独講和の試みが失敗した後に締結された。条約の目的は北方同盟の更新である。

## 内容
- お互いに単独講和しないことを約する。
- ピョートル1世はアウグスト2世に援軍として1万5千から2万人、および大砲40門を送る。
- ピョートル1世はアウグスト2世に10万ルーブルの年金を与える。

## その後
条約締結の少しあと、軍事行動の計画が合意された。計画ではアウグスト2世がロシア軍の助けを借りて、1701年内にリガを包囲し、ロシア軍がスウェーデン軍の引き離しとしてイングリアとフィンランドを襲撃する。リガを落とした後、スウェーデン王カール12世によるモスクワ攻撃を防ぐべくナルヴァを攻撃する。ナルヴァ攻撃ではザクセン軍が援軍としてロシアに派遣されるとした。